# Правоегорлыкский канал
Правоегорлыкский канал — обводнительно-оросительный канал в России, протекает в Ставропольском крае. Устье находится в 50 км по левому берегу левой ветви Правоегорлыкского канала. Длина канала — 123 км. Главный канал Право-Егорлыкской оросительно-обводнительной системы.

## Данные водного реестра
По данным государственного водного реестра России относится к Донскому бассейновому округу, водохозяйственный участок реки — Егорлык от Новотроицкого гидроузла и до устья, речной подбассейн реки — бассейн притоков Дона ниже впадения Северского Донца. Речной бассейн реки — Дон (российская часть бассейна).